# ISO 19113
Lo standard ISO19113 - Principi di qualità stabilisce i principi per la descrizione della qualità dei dati geografici e definisce i componenti per documentare le informazioni relative alla qualità. La norma si applica ai produttori di dati che forniscono informazioni di qualità per descrivere e verificare in quale misura i dati corrispondono alla realtà come definito nelle specifiche di prodotto, formali o implicite. La norma si applica anche agli utenti per stabilire se la qualità di determinati dati geografici è adeguata per l'applicazione richiesta.
La norma dovrebbe essere seguita dagli organismi responsabili dell'acquisizione e vendita in modo da rendere possibile l'adeguamento alle specifiche di prodotto. 
La norma può inoltre essere utilizzata per la definizione di schemi applicativi e per definire requisiti di qualità.
Oltre ad essere applicata ai dati geografici codificati numericamente, i principi della norma possono essere estesi per identificare, raccogliere e documentare informazioni relative alla qualità di insiemi di dati o raggruppamenti più piccoli di insiemi di dati.
Benché la norma si applichi ai dati geografici rappresentati numericamente, i principi definiti possono essere estesi a molteplici forme di dati geografici quali mappe, carte e documenti testuali.
La norma non intende definire un livello minimo di qualità per i dati geografici.
La norma italiana UNI-EN-ISO19113 è la versione ufficiale in lingua inglese della norma europea EN ISO 19113 (edizione gennaio 2005).